# Sheffield (Iowa)
Sheffield es una ciudad ubicada en el condado de Franklin en el estado estadounidense de Iowa. En el Censo de 2010 tenía una población de 1172 habitantes y una densidad poblacional de 81,07 personas por km².

## Geografía
Sheffield se encuentra ubicada en las coordenadas 42°53′19″N 93°12′26″O / 42.88861, -93.20722. Según la Oficina del Censo de los Estados Unidos, Sheffield tiene una superficie total de 14.46 km², de la cual 14.38 km² corresponden a tierra firme y (0.52%) 0.08 km² es agua.

## Demografía
Según el censo de 2010, había 1172 personas residiendo en Sheffield. La densidad de población era de 81,07 hab./km². De los 1172 habitantes, Sheffield estaba compuesto por el 98.21% blancos, el 0.17% eran afroamericanos, el 0.34% eran amerindios, el 0.51% eran asiáticos, el 0.09% eran isleños del Pacífico, el 0.09% eran de otras razas y el 0.6% pertenecían a dos o más razas. Del total de la población el 0.94% eran hispanos o latinos de cualquier raza.